# نجم‌الدین رازی
نجم‌الدین رازی با نام کامل‌ترِ ابوبکرْ عبدالله بن محمد بن شاهوار بن انوشیروان الرازی اهل ری ایران عجم بود، همچنین مشهور به نجم‌الدین دایه یا نجم رازی، از چهره‌های تأثیرگذار و مطرح در تاریخ تصوف در ایران و جهان اسلام است. او از شاگردان و مریدان نجم الدین کبری و مجدالدین بغدادی بود.